# Île Floreana
L'île Floreana, en espagnol Isla Floreana, aussi appelée île Santa María, en espagnol Isla Santa María, ou encore île Charles, est une île d'Équateur située dans les îles Galápagos.

## Toponymie
Le nom Floreana lui vient du nom du premier président de l'Équateur, Juan José Flores. C'est au cours de sa présidence que l'archipel fut annexé à l'Équateur (12 février 1832).
Le second nom, Santa María, est attaché au souvenir de la caraque Santa María, de la première expédition de Christophe Colomb, en 1492.
Enfin, jusqu'au début du XIXe siècle les Anglais la connaissaient sous le nom de Charles, depuis qu'elle fut nommée ainsi, en hommage au roi Charles II, par le flibustier anglais Ambrose Cowley qui visita l'archipel en 1684.

## Géographie

### Topographie
Cette petite île de 173 km2 , est la sixième de l’archipel par ordre de grandeur. Située à 50 km au sud de l’île Santa Cruz, elle est avec l’île Española la plus méridionale de l’archipel. Elle culmine à 640 m, au sommet du Cerro Pajas, le plus haut des nombreux petits cratères volcaniques que l’on rencontre majoritairement dans un rayon de 3 km au centre de l’île. Parmi ceux-ci, signalons aussi :
Le Cerro Alieri (340 m), particulièrement remarquable pour sa végétation. On y trouve une grande variété de plantes : 48 espèces identifiées dont un tiers est endémique.
Le cône volcanique Asilo de la Paz (450 m), en français Asile de la Paix, du nom d’un centre pénitentiaire installé à proximité en 1832. À sa base se trouve une succession de grottes issues des anciennes coulées de lave, dites grottes des pirates selon la tradition qui veut qu’elles aient servi de refuge aux pirates et baleiniers des siècles passés. Elles furent en tout cas utilisées au XXe siècle, dans les années 1930, par les colons européens de l’île, aux premiers temps de leur installation. On trouve aussi à cet endroit l’unique source d’eau douce de l’île, qui sert à alimenter l’ensemble de la petite population locale.
À signaler la présence, à la périphérie de Floreana, de cinq petites îles, Champion (9,5 ha), en espagnol  Campeón, Enderby (19 ha), Caldwell (22,8 ha), Gardner de Floreana (81 ha) et Watson (3 ha).

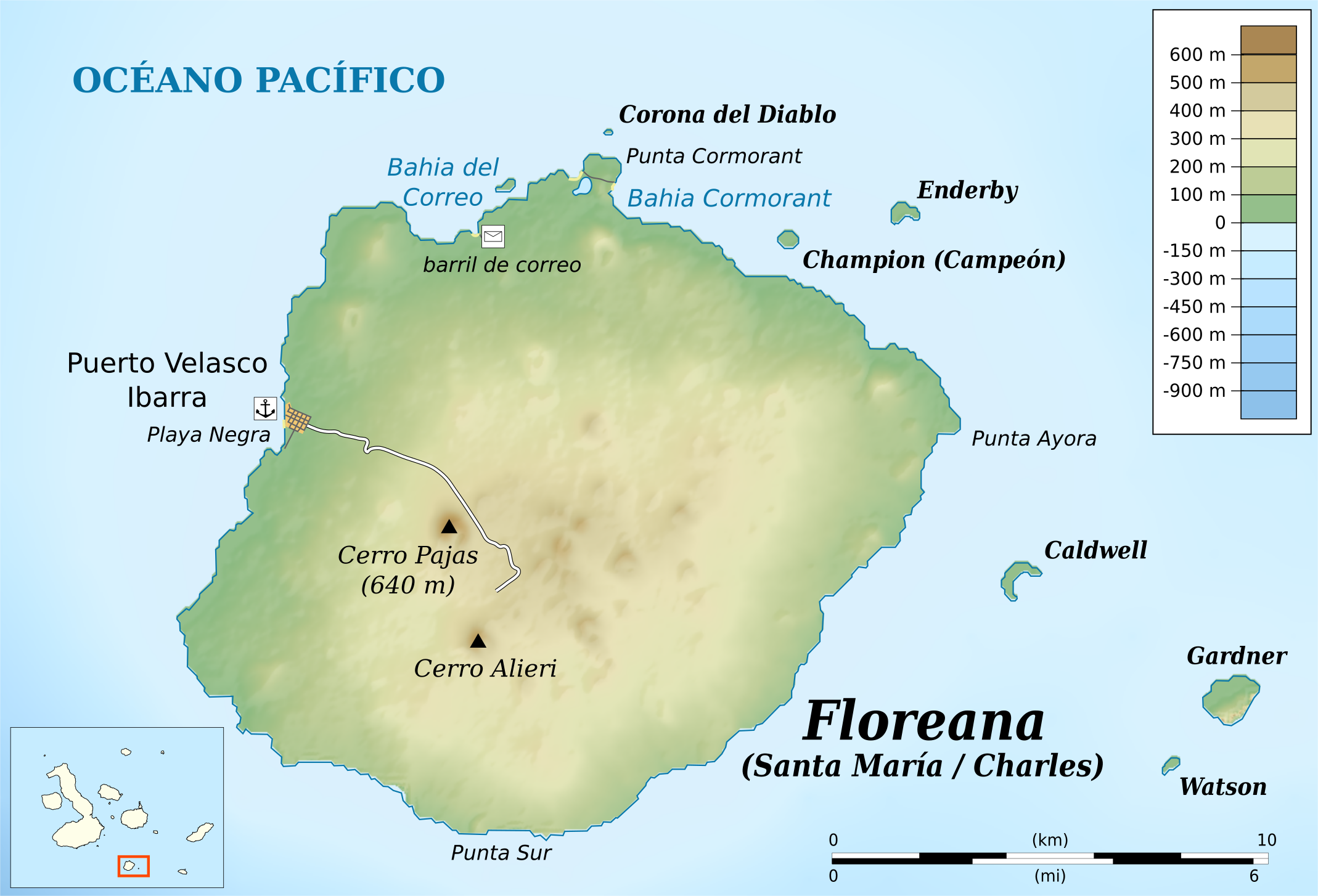
Carte topographique de Floreana.

## Histoire

### Colonisation de l’île
L’île Floreana est certainement la plus célèbre de l’archipel pour ses péripéties historiques et romanesques.
Le premier habitant de l’archipel fut un navigateur irlandais, Patrick Watkins (es), débarqué sur l’île Floreana en 1807. Il y resta seul pendant deux ans, vivant de la culture de son potager et des échanges avec les navires de passage dans le secteur. En 1809, il quitta l’île sur une chaloupe subtilisée à l’un de ces navires, en compagnie de quelques hommes d’équipage du bateau.
En 1832, quand l’archipel fut officiellement annexé à la république de l’Équateur, on installa sur l’île un centre de détention où furent déportés d’abord près d’une centaine de militaires, auteurs d’une mutinerie et condamnés à mort mais dont la peine avait été commuée en déportation grâce à l’intervention du général José de Villamil, nommé Gouverneur Général de l’archipel. Celui-ci entretenait l’illusion de faire de ce lieu un havre de paix et de réhabilitation des détenus. C’est pourquoi il donna le nom de Asilo de la Paz à cette colonie qui s’établit dans une zone de terres fertiles au centre de l’île, au pied du cratère du même nom signalé précédemment. Mais cette implantation ne dura qu’une vingtaine d’années,.
En 1925, les membres d’une expédition zoologique norvégienne, conduite par Alf Wollebæk, séjournèrent durant cinq mois sur l’île et y construisirent la première station biologique de l’archipel. Il s’agissait d’une maison en pierre de lave située tout près du littoral de la Bahia de Correos, au nord de l’île, à un kilomètre au nord-est de la fameuse « boîte à lettre » qui a donné son nom à la baie. Le nom de ce zoologiste scandinave reste attaché aujourd’hui au nom scientifique de l’otarie des Galápagos.
Le navire qui amena sur l’île cette expédition scientifique transportait aussi une dizaine de colons norvégiens, séduits par la publicité faite dans leur pays au sujet de l’abondance de poissons et de baleines dans cette région et qui pensaient y développer une industrie baleinière. Mais l’expérience tourna court et en moins de deux ans la plupart d’entre eux retournèrent dans leur pays.

### L’affaire des Galapagos
Au début des années 1930, l’île Floreana défraya la chronique. Trois groupes de colons en provenance d’Allemagne vinrent s’installer sur l’île qui était alors complètement déserte.
En 1929, un certain docteur Friedrich Ritter, dentiste aux idées philosophiques curieuses, végétarien, désireux de fuir la civilisation occidentale et de retrouver une vie saine au contact de la nature, par une existence totalement retirée du monde dans quelque île déserte idyllique du Pacifique, réussit à convaincre sa patiente et amante, Dore Strauch, d’abandonner leur conjoint respectif et de quitter l’Europe. C’est ainsi qu’en août de la même année ils se font débarquer sur l’île Floreana,.
L’expérience singulière de ce couple bizarre est vite relayée par la presse occidentale, ce qui va motiver une famille de Cologne, les Wittmer, pour aller vivre une existence similaire sur la même île. Heinz et Margaret Wittmer veulent fuir l’Allemagne et ses graves problèmes politiques de l’époque. Ils pensent aussi pouvoir ainsi guérir le problème de santé dont souffre le fils de Heinz, Harry. Tous les trois arrivent à l’île Floreana en août 1932. Peu de temps après, Margaret accouche d’un garçon, Rolf, qui devient ainsi le premier habitant natif des Galapagos.
Le docteur Ritter n’apprécie guère de voir son isolement troublé par cette famille et la cohabitation est vécue dans une relative neutralité.
En octobre de la même année débarque un quatuor qui va venir perturber la tranquillité des lieux. Il s’agit d’une autrichienne excentrique se faisant appeler « Baronne » Eloise von Wagner-Bosquet, accompagnée de ses deux amants allemands, Robert Philippson et Rudolf Lorenz, ainsi que d’un manœuvre équatorien, Felipe Valdivieso, qui s’enfuit peu de temps après pour rejoindre le continent. La baronne, qui ira même jusqu’à s’autoproclamer « Impératrice de Floreana », avait le projet fantaisiste de fonder à Floreana un hôtel de luxe pour accueillir les riches touristes américains de passage. Évidemment ce projet ne vit jamais le jour.
Au bout d’un an et demi d’une vie tumultueuse tant dans les rapports de la baronne avec les deux autres familles que dans ses relations avec ses amants, en mars 1934 celle-ci informe ses voisins qu’elle quitte l’île avec Robert Philippson pour rejoindre Tahiti sur le yacht d’un ami. Ils disparaissent le 27 mars. Mais personne n’a aperçu le moindre yacht dans la région. Malgré les soupçons qui pèsent sur Rudolf Lorenz au sujet de cette mystérieuse disparition, Margaret Wittmer soutient la thèse du départ pour Tahiti.
Mais bientôt Rudolf Lorenz décide de quitter l’île et de retourner en Allemagne. En juillet il profite du passage d’un norvégien, Trygve Nuggerud, pour monter à bord avec lui, dans le but de rejoindre l’île San Cristobal puis Guayaquil, sur la côte équatorienne. Ils disparaissent à leur tour. Ce n’est que le 12 décembre suivant que les corps desséchés et momifiés des deux hommes, vraisemblablement morts par déshydratation, seront retrouvés par l’équipage du navire américain Velero III (en), sur le sable de l’île Marchena, au nord de l’archipel des Galapagos. Là encore le mystère demeure sur le lieu et les causes de cette tragédie.
Entre-temps, Friedrich Ritter est mort aussi en novembre, de façon bizarre, empoisonné en mangeant du poulet avarié…
Finalement aucune de ces morts et disparitions n’a reçu une explication satisfaisante et il semble que le mystère restera à jamais entier.
Dore Strauch est retournée en Allemagne en décembre 1934, laissant seule la famille Wittmer poursuivre sa vie sur l’île jusqu’à nos jours par l’intermédiaire de ses descendants. Elle a publié ses mémoires et sa version des faits dans un livre intitulé Satan Came to Eden, en 1936.
Margaret Wittmer a rapporté son expérience dans Postlagernd Floreana publié en 1959. Mais aucun des deux ouvrages ne permet cependant d’élucider le mystère.
Ces événements ont également été portés à l’écran en 2013 dans un film documentaire américain.
Cette histoire a été adaptée par Georges Simenon dans son roman Ceux de la soif paru en 1938. Simenon l'avait déjà évoquée dans une série d'articles parue en février 1935 dans Paris-Soir.
Le film Eden (2024) de Ron Howard est également inspiré de cet épisode.

### L’affaire Uthurburu
Léon Uthurburu, un Basque né en 1803 à Barcus dans les Pyrénées-Atlantiques, était parti à l’âge de 20 ans pour l’Équateur où il avait monté une affaire commerciale florissante. Il devint même vice-consul de France à Guayaquil. Parmi ses débiteurs figurait le général José de Villamil, gouverneur général de l’archipel. Celui-ci, incapable de rembourser ses dettes, céda à Uthurburu ses possessions de Floreana, soit les 2⁄5 de l'île.
En 1853 Léon Uthurburu rentre définitivement en France.
En 1860 José de Villamil, vieillissant et voulant régler les questions de succession avec ses enfants, écrit à Uthurburu pour lui proposer de lui racheter ces fameux 2⁄5 de l'île Floreana. Uthurburu négocie le prix de vente de ces terres. Les deux parties sont d’accord. Mais José de Villamil doit s’expatrier au Pérou en raison de problèmes politiques internes, ce qui retarde la revente effective du bien. Et sur ces entre-faits Léon Uthurburu meurt le 8 novembre 1860, léguant tous ses biens au bureau de bienfaisance de Barcus. Malgré ses efforts, la commune n'en prit jamais possession. Elle continue cependant aujourd'hui à en revendiquer l'appartenance. L’Équateur a récupéré ce territoire en s’appuyant sur une loi promulguée pour l’occasion, stipulant qu’un territoire peut être saisi par l’État si le propriétaire n’y a pas vécu pendant les vingt dernières années.

## Démographie
On estime la population locale à environ 170 personnes. Celle-ci est essentiellement concentrée dans l’unique localité de l’île, Puerto Velasco Ibarra, avec quelques familles vivant au centre de l’île, dans le seul secteur propice à l’agriculture où fut installé au XIXe siècle le centre de détention Asilo de la Paz.

## Centres d’Intérêt

### Pointe Cormorant
On ne rencontre pas de cormoran sur cette île. Le cormoran aptère, endémique des Galapagos, ne se trouve que sur les îles Fernandina et Isabela. De plus, en espagnol comme en français, l’orthographe de ce mot ne comporte pas de « t » final. Ceci permet de penser que le nom fut attribué à cet endroit par le lieutenant de vaisseau anglais Webb, qui visita les Galapagos en 1886 à bord du navire « HMS Cormorant ».
Ce site se trouve à l’extrême nord de l’île. À l’ouest de la pointe, au fond de la Baie Cormorant on trouve une plage de sable verdâtre, en raison de la présence d’olivine, qui contraste avec une belle plage de sable blanc, d’où son nom anglais de Flour Beach, au sud-est de la pointe, sur laquelle les tortues marines viennent pondre. Un petit sentier de 500 mètres permet de communiquer d’une plage à l’autre tout en découvrant une lagune d’eau salée où l’on peut observer des flamants.
Ce secteur de l’île recèle quelques particularités botaniques : c’est l’un des rares endroits où l’on trouve l’espèce de marguerite Lecocarpus pinnatifidus (en). Cette plante est non seulement endémique des Galapagos mais elle ne se rencontre que sur l’île Floreana. On y trouve aussi une espèce de marguerite grimpante,  Scalesia villosa , qui est également particulière à cette île et aux quatre îlots environnants, Champion, Enderby, Caldwell et Gardner.

### Corona del Diablo
À moins de 500 m au nord de la Pointe Cormorant, surgit de l’océan un hérissement rocheux inquiétant d’environ 200 m de longueur en forme de couronne, d’où son nom de Couronne du Diable, en espagnol Corona del Diablo ou, en anglais, Devil’s Crown. Cet îlot est aussi appelé Onslow, du nom du capitaine de marine anglais John James Onslow (es). Il s’agit des restes apparents d’un cratère volcanique érodé par les vagues. Ce site est idéal pour la plongée sous-marine.

### Mirador de la Baronne
À 1 500 m au sud-ouest de la Pointe Cormorant, dominant une petite crique surnommée la baie de la Marmite, en espagnol bahía de la Olla en raison de sa forme arrondie faisant penser aux marmites de terre cuite d’autrefois, se trouve un promontoire de tuf basaltique que toutes les présentations touristiques appellent le Mirador de la Baronne, en référence au personnage sulfureux qui avait défrayé la chronique au début des années 1930. On fait allusion à des lettres de la baronne qui montreraient sa prédilection pour ce lieu d’où elle aimait guetter l’arrivée de navires. Ceci est aussi lié à une erreur concernant le lieu où habitait la baronne, que l’on croyait tout proche de là.
Tout d’abord il n’existe aucun écrit connu de la baronne faisant allusion à ce lieu. C’est purement un exercice de style de quelque guide touristique. Ensuite il eut été très difficile à la baronne de se rendre de manière régulière sur ce lieu en raison de la distance réelle entre le mirador et son lieu réel d’habitation à l’intérieur de l’île, à peu près 8 kilomètres, et en l’absence de chemin direct jusqu’à ce point de vue. Par ailleurs ce mirador ne se justifiait pas, puisque les bateaux n’accostaient que dans la bahía de Correos ou devant la plage Prieta, en face du port actuel. Quant à la fameuse Maison de la Baronne, que certains situent à tort à 30 m de là, il s’agit de ruines d’une maison de pierre, à quelques centaines de mètres à l’ouest, qui n’était rien d’autre que la station biologique construite par le norvégien Alf Wollebæk en 1925, et qui était déjà en ruines au temps de la baronne, au vu de photos où elle apparaît en 1934, lors d’un tournage de film à l’occasion du troisième voyage du navire Velero III (en),.

### Bahia de Correos
La Bahia de Correos, connue aussi sous le nom de Post Office Bay en anglais et que l’on peut traduire par « Baie de la Poste », tient son nom d’une curieuse boîte aux lettres située juste à l’arrière de sa plage. Contrairement à l’information véhiculée en permanence par beaucoup de sites, on ne sait rien de l’origine de ce fameux tonneau installé là pour recueillir du courrier. La seule chose qui peut être avancée par recoupement de chroniques de marins passés à cet endroit à quelques années d’intervalle, c’est qu’il fut installé là entre 1798 et 1813. Son usage était effectivement de permettre aux marins de l’époque de « jouer les facteurs » soit en déposant là leur courrier, dans l’espoir que d’autres se chargent de son acheminement gratuit vers les quatre coins de la planète, soit en récupérant eux-mêmes du courrier qu’ils seraient en mesure de faire parvenir à l’adresse indiquée. Le tonneau actuel n’est assurément plus le baril d’origine mais la tradition, devenue folklorique à l’heure d’Internet, se perpétue toujours aujourd’hui parmi les touristes qui visitent les lieux.
À quelques dizaines de mètres à l’arrière de la boîte à lettres, on trouve encore des bases de piliers en ciment, vestiges de la Casa Matriz, la première construction dressée par les colons norvégiens en 1925.

### Playa Negra ou Playa Prieta
La Plage Noire (Prieta signifie également noir), qui tient son nom de la couleur de son sable issu de l’érosion de la lave volcanique, est le port et le lieu de mouillage de l’île, devant la petite localité de Puerto Velasco Ibarra. À partir du village on peut atteindre par un chemin de 900 m vers le sud une plage, domaine des otaries, la Lobería (en français résidence des loups de mer), ou s’enfoncer à l’intérieur de l’île en direction du cerro Alieri ou de l’Asilo de la Paz, intéressant pour ses grottes de pirates et sa réserve de tortues issues de différentes îles de l’archipel.